# Manuela Mesa
Manuela Mesa Peinado (Martos, Jaén, 1964) es una pedagoga española especializada en educación para la paz y el desarrollo y en estudios de paz. Es directora del Centro de Educación e Investigación para la Paz (CEIPAZ), de la Fundación Cultura de Paz, presidida por Federico Mayor Zaragoza. De 2007 a 2013 fue Presidenta de la Asociación Española de Investigación para la Paz (AIPAZ).

## Áreas de investigación
Manuela Mesa es Doctora en Sociología por la Universidad Complutense de Madrid y una de las principales especialistas en España en investigación para la paz (Peace Research), en educación para la paz, y en educación para el desarrollo. Ha dirigido y llevado a cabo diversos proyectos de investigación sobre violencia transnacional y prevención de conflictos en América Latina, en los casos de Colombia y América Central. También ha realizado diversos estudios sobre educación para el desarrollo en el ámbito español y europeo. Sus más recientes líneas de investigación se centran en violencia social y transnacional en América Latina, en el papel de la sociedad civil en la construcción de la paz, en la educación para el desarrollo como práctica transformadora, y en la dimensión de género de los conflictos armados.

## Trayectoria
Durante más de dos décadas ha trabajado en el seno del tercer sector, en ONG de desarrollo, y en centros de estudios sobre paz y conflictos vinculados al movimiento pacifista español. En la primera mitad de los noventa fue miembro en la ONG de desarrollo Sodepaz. En 1995 se incorporó al Centro de Investigación para la Paz (CIP), un centro pionero de los estudios de paz en España, ubicado en Madrid, dirigido por Mariano Aguirre, y dependiente de la Fundación Hogar del Empleado. De 2004 a 2007 fue directora del CIP y de su revista Papeles de cuestiones internacionales, y coordinadora del Anuario de Paz y Conflictos de dicho centro. En 2008 fundó el Centro de Educación e Investigación para la Paz (CEIPAZ), como centro de estudios e investigación sobre paz y conflictos y sobre educación para la paz y para el desarrollo dentro de la Fundación Cultura de Paz, del ex – Secretario General de UNESCO Federico Mayor Zaragoza. Ha participado en la elaboración de diversas estrategias de educación para el desarrollo de los planes de cooperación al desarrollo del gobierno español. De 2007 a 2013 fue Presidenta de la Asociación Española de Investigación para la Paz (AIPAZ), que agrupa a los principales centros de investigación para la paz de España. En 2009 fue nombrada vocal experta del Consejo de Cooperación al Desarrollo, órgano de consulta de la Secretaría de Estado de Cooperación Internacional (SECI) del Ministerio de Asuntos Exteriores y de Cooperación de España. Es miembro del panel de expertos del Global Peace Index, y desde 2011 es representante en España y Vicepresidenta de la Women International League for Peace and Freedom (WILPF). Desde 2006 a 2009 fue incluida en la lista de líderes alternativos del ranking de los 500 españoles más influyentes del diario El Mundo.

## Publicaciones destacadas
- Manuela Mesa (ed.), “Cooperación al desarrollo y construcción de la paz”, número monográfico de Documentación Social n.º 142, 2006, ISSN 0417-8106
- Manuela Mesa (Coord.), Guerra y conflictos en el Siglo XXI: Tendencias globales. Anuario 2007-2008 Archivado el 23 de octubre de 2016 en Wayback Machine. del Centro de Educación e Investigación para la Paz (CEIPAZ), Madrid, CEIPAZ / Icaria, 2007, ISBN 978-84-7426-924-6
- Manuela Mesa (Coord). Escenarios de crisis: fracturas y pugnas en el sistema internacional, Anuario 2008-2009 del Centro de Educación e Investigación para la Paz (CEIPAZ), Madrid, Ceipaz/Icaria, 2008, ISBN 978-84-9888-009-0
- Manuela Mesa y Francisco Rojas Aravena (Coords.), (In)Seguridad y violencia en América Latina: un reto para la democracia. Pensamiento Iberoamericano n.º 2, Madrid, Fundación Carolina, ISSN 0212-0208
- Manuela Mesa (Coord.), Crisis y cambio en la sociedad global. Anuario 2009-2010 del Centro de Educación e Investigación para la Paz (CEIPAZ), Madrid, CEIPAZ/Icaria, 2009, ISBN 978-84-9888-094-6
- Manuela Mesa (Coord.), Balance de una década de paz y conflictos: tensiones y retos en el sistema internacional. Anuario 2010-2011 del Centro de Educación e Investigación para la Paz (CEIPAZ), Madrid, CEIPAZ, 2010, ISBN 978-84-9888-226-1
- Manuela Mesa (Coord.), El mundo a la deriva: crisis y pugnas de poder. Anuario 2011-2012 Archivado el 7 de junio de 2020 en Wayback Machine. del Centro de Educación e Investigación para la Paz (CEIPAZ), Madrid, CEIPAZ, 2011, ISSN 2174-3665
- Manuela Mesa (Coord.), Cambio de ciclo: crisis, respuestas y tendencias globales. Anuario 2012-2013 Archivado el 10 de abril de 2018 en Wayback Machine. del Centro de Educación e Investigación para la Paz (CEIPAZ). Madrid, CEIPAZ, 2012, ISSN 2174-3665
- Manuela Mesa (Coord.), El reto de la democracia en un mundo en cambio: respuestas políticas y sociales Archivado el 23 de octubre de 2016 en Wayback Machine.. Anuario CEIPAZ 2013-14, Madrid, CEIPAZ, 2013, ISSN 2174-3665
- Manuela Mesa (Dir), 1325 mujeres tejiendo la paz Archivado el 29 de enero de 2018 en Wayback Machine.. Madrid: CEIPAZ, Icaria, ISBN 978-84-9888-129-5.
- Manuela Mesa, Laura Alonso y Elena Couceiro, Visibles y transgresoras: narrativas y propuestas visuales para la paz y la igualdad Archivado el 31 de marzo de 2016 en Wayback Machine.. Madrid: CEIPAZ, ISBN 84-616-4800-5
- Manuela Mesa (Coord.), Focos de tensión, cambio geopolítico y agenda global Archivado el 23 de noviembre de 2018 en Wayback Machine.. Anuario CEIPAZ 2014-15, Madrid, CEIPAZ, ISSN 2174-3665
- Manuela Mesa (Coord.), Retos inaplazables en el sistema internacional. Anuario 2015-16. Madrid: CEIPAZ, 2016, ISSN 2174-3665
- Manuela Mesa (Coord.), Seguridad internacional y democracia: guerras, militarización y fronteras Archivado el 29 de enero de 2018 en Wayback Machine.. Anuario 2016-17. Madrid: CEIPAZ, 2017, ISSN 2174-3665